# Seksplettet køllesværmer
Seksplettet køllesværmer (Zygaena filipendulae) er en natsværmer i familien køllesværmere. Den er lokalt almindelig i Danmark, hvor den træffes på tørre og sandede steder, såsom blomsterrige skovstier og -lysninger, grøftekanter, overdrev og tørre enge. Den flyver om dagen, gerne i stærk solskin, fra omkring starten af juli til hen i august. Den har seks røde pletter på sine ellers sorte forvinger. Bagvingerne er røde med en smal sort yderrand. Den seksplettede køllesværmer er den største af de 9 arter, der er fundet i Danmark, med et vingefang på 28-35 mm.
Larven er 20-22 mm og lever bl.a. på kællingetand, kløver og andre ærteblomstrede. Den forpupper sig i en langstrakt, gul kokon, der for det meste fastgøres til plantestængler eller lignende.
Den voksne seksplettede køllesværmer lever af nektar fra tidsel, knopurt, blåhat og lignende.
Den seksplettede køllesværmers sorte og røde tegninger er en advarsel til insektædende fugle og andre insektædere, om at holde sig fra at spise den. Den smager nemlig grimt,[kilde mangler] og den er giftig.